# 20Ten
20Ten è il trentatreesimo album prodotto in studio dal musicista statunitense Prince. Realizzato il 10 luglio 2010 dalla NPG Records, esce come allegato gratis delle riviste: Daily Mirror e Daily Record nel Regno Unito ed Irlanda, Het Nieuwsblad e De Gentenaar in Belgio. Il 22 luglio 2010 viene distribuito in Germania come allegato all'edizione tedesca di Rolling Stone e Courrier International in Francia. L'album è stato interamente prodotto, arrangiato e composto da Prince. Il Daily Mirror l'ha descritto come un album contenente elementi funk, rock e soul. La copertina è opera di Debbie McGuan e Anthony Malzone.

## Critica
Rolling Stone Germania lo ha descritto come il miglior lavoro di Prince dal 1992 (Love Symbol Album). Jason Draper di NME gli ha attribuito un punteggio di 4 su 10 dichiarando che l'album "ha i suoi momenti" e che non è "assolutamente il suo migliore album in 23 anni, ma presumibilmente degli ultimi quattro". Lunke Winkie di musicOMH ha dato all'album due stelle su cinque descrivendolo come "uno degli album più leggeri da lui registrati; leggero, piatto e assolutamente noioso". Stephen Tomas Erlewine di AllMusic ha attribuito all'album due stelle e mezzo su cinque dichiarando che le sue canzoni hanno "abbastanza attrattiva a livello superficiale, ma non abbastanza da sostenere una valutazione più approfondita... non affondano il colpo".

## Diffusione
Prince ha rivelato il nome dell'album al momento del ricevimento del "lifetime achievement award" dei BET Awards nel giugno 2010.
Inoltre ha precisato che l'album è stato concepito solo come CD gratis da inserto per alcuni giornali Europei.
Dell'album sono state distribuite 2,5 milioni di copie solo tramite il Daily Mirror e Daily Record. Prince in quest'occasione ha rilasciato un'intervista per la pubblicazione, evento che non si verificava più in Inghilterra da oltre 10 anni. Il Daily Mirror tiene a precisare sulla copertina del giornale che quest'album non sarà disponibile da scaricare su Internet o nei negozi. Prince ha dichiarato che questo è l'unico modo di far girare la musica: " senza classifiche.. niente pirateria di internet e nessun altro stress [...] Internet è morto". Le vendite del Daily Mirror (con annessa pubblicazione dell'album) sono incrementate da 30 000 a 45 000. Nel frattempo Prince è stato impegnato in un Tour Europeo.

## Tracce
1. Compassion – 3:57
2. Beginning Endlessly – 5:27
3. Future Soul Song – 5:08
4. Sticky Like Glue – 4:46
5. Act of God – 3:13
6. Lavaux – 3:03
7. Walk in Sand – 3:29
8. Sea of Everything – 3:49
9. Everybody Loves Me – 4:08
10. Laydown – 3:07 – (traccia nascosta in pista 77; seguendo le tracce da 10 a 76, ognuna contenente 5 o 6 secondi di silenzio)

## Formazione
- Prince – arrangiamenti, voce e strumenti
- Liv Warfield – corista
- Shelby J – corista
- Elisa Dease – corista
- Maceo Parker – fiati
- Greg Boyer – fiati
- Ray Monteiro – fiati